# الوليد المهرج
الوليد المهرج أو السُماك المهرج (بالإنجليزية: Harlequin ichthyosis)‏ هو اضطراب وراثي ينتج عنه تسمك الجلد على كامل الجسم عند الولادة. يتكون الجلد من صفائح كبيرة بشكل ألماسي/شبه منحرف/مستطيل مفصولة عن بعضها بشقوق عميقة. هذا يؤثر على شكل الأجفان والأنف والفم والأذنين ويحد من حركة الذراعين والساقين. يمكن أن يؤدي تقيد حركة الصدر إلى صعوبات في التنفس. تتساقط هذه الصفائح على مدى عدة أسابيع. يمكن أن تشمل المضاعفات الأخرى الولادة المبكرة، العدوى، مشاكل في درجة حرارة الجسم والتجفاف. تُعتبر حالة السماك المهرج أشد شكل للسماك، وهو مجموعة من الاضطرابات الوراثية التي تتميز بتقشر الجلد.
يحدث السماك المهرج بسبب طفرات في جين ABCA12. يرمز هذا الجين إلى بروتين ضروري لنقل الدهون من الخلايا في الطبقة الخارجية من الجلد. إن هذا الاضطراب وراثي جسمي متنحي وموروث من الآباء الناقلين. غالبًا ما تُشخص الحالة من خلال المظهر عند الولادة وتؤكد الفحوصات الجينية التشخيص. قبل الولادة، قد يدعم بزل السلى أو الفحص بالموجات فوق الصوتية التشخيص.
لا يوجد علاج لهذه الحالة، وغالبًا ماتكون العناية الداعمة المستمرة مطلوبة في بداية الحياة. قد تشمل العلاجات كريم مرطب، مضادات حيوية، إيتريتينات أو ريتينويدات. يموت حوالي نصف المصابين في غضون الأشهر القليلة الأولى؛ ومع ذلك، يمكن أن يزيد العلاج بالريتينويد من فرص البقاء. غالبًا ما يعاني الأطفال الذين ينجون من السنة الأولى من العمر من مشاكل طويلة الأمد مثل الجلد الأحمر وتقلصات المفاصل وتأخر النمو. تؤثر الحالة على حوالي 1 من كل 300000 ولادة. كانت أول حالة موثقة في يوميات القس أوليفر هارت في أمريكا عام 1750.

## التشخيص
يعتمد تشخيص سماك المهرج على كل من الفحص البدني وبعض الفحوصات المخبرية. التقييم البدني لحظة الولادة أمر جوهري في التشخيص الأولي لسماك المهرج. يكشف الفحص البدني عن الأعراض المميزة للحالة خاصة التشوهات في سطح الجلد عند حديثي الولادة. عادةً ما تؤدي النتائج غير الطبيعية في التقييمات البدنية إلى استخدام اختبارات تشخيصية أخرى للتأكد من التشخيص.
الفحص الجيني هو الاختبار الأكثر نوعية لتشخيص سماك المهرج. يكشف هذا الاختبار عن طفرة فقد في جين ABCA12. يمكن عمل خزعة من الجلد لتقييم الخصائص النسيجية للخلايا. تكشف النتائج النسيجية عادة عن وجود خلايا جلدية مفرطة التقرن، والتي تؤدي بدورها إلى تشكل طبقة جلد سميكة وبيضاء وصلبة.

## العلاج
العناية المستمرة مطلوبة لترطيب البشرة وحمايتها. تتقشر الطبقة الخارجية الصلبة في نهاية المطاف، تاركة الطبقات الأدمية الداخلية الضعيفة مكشوفة. تنجم المضاعفات المبكرة عن العدوى بسبب تشقق الصفائح مفرطة التقرن وضيق التنفس الناتج عن تقييد حركة جدار الصدر.
تشمل إجراءات السيطرة على المرض الرعاية الداعمة وعلاج فرط  التقرن وخلل الحاجز الجلدي. تستخدم الحاضنة المرطبة بشكل عام. غالبًا ما يكون التنبيب مطلوبًا إلى حين تشكل المناخير. يعد الدعم التغذوي باستخدام التغذية الأنبوبية ضروريًا إلى حين اصطلاح انقلاب الشفة ويمكن للرضع البدء بالرضاعة. تُعتبر استشارة أخصائي أمراض العيون مفيدة في السيطرة المبكرة على الشتر الخارجي، الذي يظهر في بداية الإصابة ويتراجع مع تساقط القشور. هناك حاجة للتطبيق المتساهل لهلام النفط عدة مرات في اليوم. بالإضافة إلى ذلك، يجب إجراء تنضير دقيق لنطاقات الانكماش الناتجة عن فرط التقرن لتجنب حصول نقص تروية في الأطراف.
أبلغ عن حالات من البتر الذاتي أو التنخر في الأطراف بسبب نطاقات الانكماش. استُخدمت الشقوق المحدثة للارتخاء في هذه النطاقات لمنع هذه المضاعفات المرضية.